# Il marchese villano
Il marchese villano és una òpera en tres actes composta per Baldassare Galuppi sobre un llibret italià possiblement de Pietro Chiari. S'estrenà al Teatro San Moisè de Venècia el 2 de febrer de 1762. Posteriorment es representà amb els títols La lavandra, La lavandara astuta, Marchese Tulipano, i Il matrimonio per inganno.
A Catalunya, s'estrenà el 1768 al Teatre de la Santa Creu de Barcelona.